# Lac South Twin
Le lac South Twin est un lac d'environ 13 km2 situé dans le comté de Penobscot, dans le Maine aux États-Unis.